# ГЕС Jīnwō
ГЕС Jīnwō (金窝水电站) — гідроелектростанція у центральній частині Китаю в провінції Сичуань. Знаходячись між ГЕС Rénzōnghǎi (вище по течії) та ГЕС Дафа, входить до складу каскаду на річці Tiánwānhé, правій притоці Дадухе, яка, своєю чергою, є правою притокою Міньцзян (впадає ліворуч до Янцзи).
Відпрацьована на станції Rénzōnghǎi вода, а також захоплений із Tiánwānhé додатковий ресурс потрапляють у створений на лівобережжі невеликий балансувальний резервуар. Звідси вони спрямовуються до прокладеного через лівобережний гірський масив головного дериваційного тунелю довжиною 7,6 км, який переходить у напірний водовід довжиною 1,1 км.
Основне обладнання станції становлять дві турбіни типу Пелтон, які використовують падіння річки у 619 метрів та забезпечують виробництво 1124 млн кВт·год електроенергії на рік. Первісно обидва гідроагрегати мали потужність по 120 МВт, проте надалі один був модернізований до показника у 140 МВт.